# Diócesis de Calgary
La diócesis de Calgary (en latín: Dioecesis Calgarien(sis) y en inglés: Roman Catholic Diocese of Calgary) es una circunscripción eclesiástica latina de la Iglesia católica en Canadá, sufragánea de la arquidiócesis de Edmonton. La diócesis tiene al obispo William Terrence McGrattan como su ordinario desde el 4 de enero de 2017.

## Territorio y organización
La diócesis tiene 110 500 km² y extiende su jurisdicción sobre los fieles católicos de rito latino residentes en parte meridional de la provincia de Alberta.
La sede de la diócesis se encuentra en la ciudad de Calgary, en donde se halla la Catedral de Santa María.
En 2019 en la diócesis existían 68 parroquias.

## Historia
La diócesis fue erigida el 30 de noviembre de 1912, obteniendo su territorio de la diócesis de Saint Albert, que a su vez fue elevada al rango de arquidiócesis metropolitana con el nombre de arquidiócesis de Edmonton.

## Estadísticas
De acuerdo al Anuario Pontificio 2020 la diócesis tenía a fines de 2019 un total de 515 000 fieles bautizados.
| Año                                                                             | Población            | Población | Población      | Sacerdotes | Sacerdotes    | Sacerdotes    | Bautizados por sacerdote | Diáconos permanentes | Religiosos | Religiosos | Parroquias |
| Año                                                                             | Bautizados católicos | Total     | % de católicos | Total      | Clero secular | Clero regular | Bautizados por sacerdote | Diáconos permanentes | Varones    | Mujeres    | Parroquias |
| ------------------------------------------------------------------------------- | -------------------- | --------- | -------------- | ---------- | ------------- | ------------- | ------------------------ | -------------------- | ---------- | ---------- | ---------- |
| 1950                                                                            | 47 000               | 245 000   | 19.2           | 99         | 64            | 35            | 474                      |                      | 43         | 265        | 51         |
| 1959                                                                            | 74 000               | 480 000   | 15.4           | 130        | 85            | 45            | 569                      |                      | 68         | 285        | 62         |
| 1966                                                                            | 109 000              | 550 000   | 19.8           | 155        | 94            | 61            | 703                      |                      | 84         | 302        | 75         |
| 1970                                                                            | 112 000              | ?         | ?              | 147        | 86            | 61            | 761                      |                      | 80         | 198        | 63         |
| 1976                                                                            | 147 258              | 770 000   | 19.1           | 152        | 86            | 66            | 968                      | 1                    | 77         | 178        | 75         |
| 1980                                                                            | 179 000              | 974 000   | 18.4           | 152        | 90            | 62            | 1177                     | 1                    | 72         | 163        | 78         |
| 1990                                                                            | 310 299              | 1 048 000 | 29.6           | 147        | 86            | 61            | 2110                     | 1                    | 75         | 137        | 78         |
| 1999                                                                            | 339 241              | 1 129 000 | 30.0           | 137        | 83            | 54            | 2476                     |                      | 66         | 154        | 75         |
| 2000                                                                            | 345 000              | 1 000     | 34.5           | 132        | 85            | 47            | 2613                     | 5                    | 60         | 128        | 73         |
| 2001                                                                            | 400 000              | 1 000     | 40.0           | 129        | 80            | 49            | 3100                     | 4                    | 61         | 124        | 71         |
| 2002                                                                            | 424 215              | 1 000     | 42.4           | 125        | 79            | 46            | 3393                     | 7                    | 58         | 122        | 78         |
| 2003                                                                            | 400 000              | 1 000     | 40.0           | 125        | 83            | 42            | 3200                     | 17                   | 52         | 113        | 71         |
| 2004                                                                            | 400 000              | 1 000     | 40.0           | 123        | 81            | 42            | 3252                     | 18                   | 52         | 104        | 68         |
| 2006                                                                            | 427 200              | 1 048 617 | 40.7           | 125        | 87            | 38            | 3417                     | 30                   | 48         | 110        | 68         |
| 2013                                                                            | 534 000              | 1 174 000 | 45.5           | 144        | 104           | 40            | 3708                     | 46                   | 52         | 91         | 68         |
| 2016                                                                            | 546 400              | 1 208 121 | 45.2           | 168        | 131           | 37            | 3252                     | 45                   | 50         | 78         | 67         |
| 2019                                                                            | 515 000              | 1 240 350 | 41.5           | 112        | 112           |               | 4598                     | 48                   |            | 74         | 68         |
| Fuente: Catholic-Hierarchy, que a su vez toma los datos del Anuario Pontificio. |                      |           |                |            |               |               |                          |                      |            |            |            |

## Episcopologio
- John Thomas McNally † (4 de abril de 1913-12 de agosto de 1924 nombrado obispo de Hamilton)
- John Thomas Kidd † (6 de febrero de 1925-3 de julio de 1931 nombrado obispo de London)
- Peter Joseph Monahan † (10 de junio de 1932-26 de junio de 1935 nombrado arzobispo de Regina)
- Francis Patrick Carroll † (19 de diciembre de 1935-28 de diciembre de 1966 retirado[2])
- Francis Joseph Klein † (25 de febrero de 1967-3 de febrero de 1968 falleció)
- Paul John O'Byrne † (20 de junio de 1968-19 de enero de 1998 renunció)
- Frederick Bernard Henry, C.S.B. (19 de enero de 1998-4 de enero de 2017 renunció)
- William Terrence McGrattan, desde el 4 de enero de 2017